# Fabien Delobelle
Fabien Delobelle (1 de mayo de 1985) es un deportista francés que compitió en tiro con arco, en la modalidad de arco compuesto. Ganó una medalla de bronce en el Campeonato Mundial de Tiro con Arco en Sala de 2016, en al prueba por equipo.

## Palmarés internacional
| Campeonato Mundial en Sala | Campeonato Mundial en Sala | Campeonato Mundial en Sala | Campeonato Mundial en Sala |
| Año                        | Lugar                      | Medalla                    | Prueba                     |
| -------------------------- | -------------------------- | -------------------------- | -------------------------- |
| 2016                       | Ankara (Turquía)           | Medalla de bronce          | Equipo                     |